# Avanzata su Mosca (1919)
L'avanzata su Mosca fu una campagna militare lanciata dalle Forze armate della Russia meridionale (FARM) contro la RSFS Russa nel luglio 1919 durante la guerra civile russa. L'obiettivo della campagna era la cattura di Mosca, che secondo il comandante in capo dell'Armata Bianca Anton Denikin avrebbe influenzato l'esito della guerra civile e avrebbe portato i Bianchi alla vittoria finale. Dopo alcuni successi iniziali, come la cattura di Orël, a soli 360 chilometri da Mosca, l'esercito eccessivamente esposto di Denikin fu sconfitto in una serie di battaglie nell'ottobre e nel novembre 1919.
Nella campagna di Mosca si possono distinguere due fasi: l'offensiva dei Bianchi (3 luglio - 10 ottobre) e la controffensiva del fronte meridionale comunista (11 ottobre - 18 novembre).

## Preludio
Dopo una serie di vittorie nella primavera del 1919, il comandante in capo delle FARM, il generale Anton Denikin emanò la "Direttiva di Mosca" il 3 luglio 1919 a Caricyn, che definì l'obiettivo operativo e strategico degli eserciti dell'Armata Bianca, ovvero la presa di Mosca, controllata dai bolscevichi e capitale della RSFS Russa.
All'inizio di luglio 1919 la situazione sul fronte meridionale sembrava decisamente a favore dell'Armata Bianca. A questo furono dovute le rivolte anti-bolsceviche nei territori controllati dai bolscevichi in risposta alla politica del "terrore rosso". Ciò significava che nel fronte meridionale dell'Armata Rossa i sovietici controllavano solo le città e alcune aree industriali, mentre il resto del territorio era controllato dagli atamani o da governi locali.

## Avvenimenti

### Fase iniziale: luglio-settembre 1919
Nel luglio del 1919 le FARM avanzarono verso nord, ma dalla metà del mese, l'Armata Rossa lanciò alcuni contrattacchi. Sebbene non abbiano avuto successo, riuscirono a fermare l'avanzata dei controrivoluzionari verso Mosca. I principali successi vennero conseguiti ad occidente e sud-occidente. A ovest, Poltava fu presa il 31 luglio e a sud-ovest, i Rossi furono sconfitti nella Tavria settentrionale e a ovest di Yekaterinoslav. Alla fine di luglio, le FARM avevano raggiunto la linea Verchn'odniprovs'k - Nikopol' - Dnepr.
In oriente, l'Armata del Caucaso del generale Pëtr Vrangel' prese Kamyšin il 28 luglio e avanzò verso nord, mentre la divisione cosacca dell'esercito caucasico attraversò il Volga, creando una testa di ponte attorno a Caricyn. Allo stesso tempo però l'Armata del Don non riuscì ad avanzare, costringendola a ritirarsi nel Don dopo aspri combattimenti, perdendo Liski e Balašov.
Lo storico Alexander Nemirovsky scrisse che le operazioni di luglio si stavano sviluppando intensamente ma lentamente, a differenza del rapido progresso osservato a giugno. Le ragioni di ciò, secondo lui, erano il flusso continuo di rinforzi dell'Armata Rossa, che superava di gran lunga quelli dell'Armata Bianca. La seconda metà di luglio fu molto difficile per il fronte orientale delle FARM e non avanzarono ulteriormente verso la linea Tambov - Saratov.
La prima metà dell'agosto 1919 fu caratterizzata dal desiderio di Denikin di attuare la prima parte della direttiva di Mosca (prendere Balašov e Saratov). Ma tutti i tentativi del Don e degli eserciti caucasici di avanzare a est del Don furono vanificati. A ovest, l'Armata dei Volontari a luglio inseguì il nemico sconfitto senza troppe resistenze e raggiunse la linea Hadjač - Kremenčuk - Znam"janka - Kropyvnyc'kyj l'11 agosto. Si scoprì che la capacità di combattimento della parte occidentale del fronte meridionale dell'Armata Rossa era inaspettatamente bassa.
Il piano di combattimento di Denikin venne rivisto: senza cancellare i precedenti impegni della Direttiva di Mosca ad est, Denikin proclamò il 12 agosto una nuova direttiva, ordinando all'Armata dei Volontari e al 3º Corpo Separato di lanciare immediatamente un'offensiva generale ad ovest, indipendentemente dalla situazione in altri settori del fronte. Il cosiddetto Gruppo di Kiev sotto il generale Bredov fu creato per attaccare Kiev.
A. Nemirovsky scrisse che l'obiettivo principale di Denikin era di costituire un fronte ampio e ristrutturato per le successive azioni su Mosca con un'estensione verso ovest. La sua costituzione fu ulteriormente facilitata dalla prospettiva di connettersi con i polacchi e creare un fronte anti-bolscevico comune.
Il 18 agosto il fronte bolscevico in Ucraina crollò e le forze rosse in quella regione, la 12ª Armata, furono circondate. Il 23-24 agosto le FARM presero Odessa e il 31 agosto Kiev.
A metà agosto, le truppe sovietiche nella regione centrale di Chernozem, lanciarono una controffensiva. La svolta delle armate rosse fu interrotta alla fine del mese. Il Gruppo Selivačjov dell'Armata Rossa fu completamente sconfitto e si ritirò sotto l'assalto generale delle FARM alle loro posizioni originali. L'Armata del Caucaso respinse un attacco bolscevico a Caricyn e allo stesso tempo, l'Armata del Don attraversò il Don e respinse i bolscevichi presso il Chopër.

### Offensiva generale: settembre-dicembre 1919
Il completo fallimento dell'offensiva bolscevica di agosto spinse Denikin a emanare una nuova direttiva entro la metà di settembre per lanciare un'offensiva generale da parte di tutte le forze delle FARM. A. Nemirovsky scrisse che doveva essere iniziata l'implementazione della Direttiva di Mosca in quanto tale: l'ampio fronte necessario per questo, combinato con l'iniziativa nelle mani delle FARM, era finalmente disponibile. L'offensiva doveva essere eseguita lungo il percorso centrale più breve e avvenire in due fasi: prima raggiungere la linea (Dnieper, in collaborazione con i polacchi) - Brjansk - Orël - Elec e di lì l'attacco concentrico su Mosca. Al Don e nei dintorni di Caricyn la strategia era difendere.
Dal 12 settembre al 19 ottobre il piano di Denikin fu realizzato con grandissimo successo. Il fronte comunista meridionale sembrava cadere a pezzi. In particolare le prime due settimane dell'offensiva (12-24 settembre) furono un vero trionfo per le FARM, che non incontrò praticamente nessuna resistenza. Il 17 settembre caddero Sumy, Obojan' e Staryj Oskol, il 20-21 settembre i Volontari catturarono Kursk, Fatež e Ryl'sk cadde il 24 settembre.
I bolscevichi erano vicini al disastro e si stavano trasferendo sottoterra. Fu creato un comitato sotterraneo del partito di Mosca e le agenzie governative iniziarono a evacuare a Vologda. Il 27 settembre il fronte meridionale fu diviso in fronte meridionale e sudorientale. Il 5-8 ottobre il Komsomol annunciò la mobilitazione per il fronte meridionale al II Congresso del RKSM.
Ma a metà ottobre la posizione degli eserciti bianchi peggiorò notevolmente perché l'Armata Nera di Nestor Ivanovič Machno vinse la battaglia di Peregonovka e avanzò di circa 600 chilometri nella regione di Uman verso Taganrog, la base del quartier generale di Denikin. Ciò costrinse il generale a inviare alcune delle sue migliori truppe a sud per fermare l'esercito di Machno, che stava bloccando le sue linee di rifornimento. A peggiorare le cose, i bolscevichi conclusero un armistizio con la Polonia e l'Esercito Popolare Ucraino, liberando forze per combattere l'Armata Bianca. Denikin si era rifiutato di riconoscere l'indipendenza della Polonia e dell'Ucraina, facendo svanire ogni possibilità di un'alleanza contro i Rossi.
L'11 ottobre le forze nemiche numericamente superiori (62 000 contro 22 000 bianchi), rafforzate da unità lettoni, estoni e cinesi, lanciarono un'offensiva nel settore Orël-Kursk. Inizialmente i Bianchi mantennero la propria posizione in battaglie insolitamente cruente e entro il 20 ottobre si assestarono sulla linea Novhorod-Sivers'kyj - Dmitrovsk - Orël - Novosil' a sud di Elec. A questo punto la loro offensiva si arrestò dovunque.
Alla fine di ottobre l'Armata dei Volontari fu sconfitta a sud di Orël dalle truppe del fronte meridionale dell'Armata Rossa sotto il comando di Aleksandr Egorov e iniziò a ritirarsi lungo tutta il fronte. Tra il 1919 e il 1920 le truppe di Denikin si ritirarono fino al Mar Nero.

## Battaglie importanti
- Raid di Mamontov (10 agosto - 19 settembre 1919)
- Controffensiva di agosto del fronte meridionale (14 agosto - 12 settembre 1919)
- Operazione Orël-Kursk (11 ottobre- 18 novembre 1919)
- Operazione Voronež-Kastornoje (13 ottobre - 16 novembre 1919)
- Operazione Chernihiv (17 ottobre - 18 novembre 1919)
- Operazione Liski-Bobrovskaya (novembre 1919)